# Чабан, Данил Васильевич
Дани́л Васи́льевич Чаба́н (8 июля 1974, Братск, Иркутская область) — советский и российский саночник, выступавший за сборные СССР, СНГ и России с 1990 года по 2002-й. Участник двух зимних Олимпийских игр, чемпион мира среди юниоров, дважды чемпион национального первенства. Защищал честь спортивного общества «Динамо», мастер спорта международного класса. Сегодня — старший тренер российской команды по скелетону.

## Биография
Данил Чабан родился 8 июля 1974 года в городе Братск, Иркутская область. Активно заниматься санным спортом начал в возрасте двадцати шести лет, когда вступил в братское спортивное общество «Динамо», тогда же стал членом национальной сборной. Первое время выступал в обеих дисциплинах, как в двойках, так и одиночках, но впоследствии сделал выбор в пользу двухместных саней, так как здесь результаты были лучше. В 1994 году в паре с Александром Зубковым завоевал золотую медаль на молодёжном чемпионате мира, два года спустя впервые поучаствовал в заездах взрослого европейского первенства, показав на трассе латвийской Сигулды шестой результат.
Благодаря череде удачных выступлений Чабан удостоился права защищать честь страны на зимних Олимпийских играх 1998 года в Нагано, где в паре с Виктором Кнейбом финишировал девятым. Два последующих сезона удерживал звание чемпиона России в мужском парном разряде, боролся за медали на чемпионате мира 1999 года в немецком Кёнигсзее, однако после окончания всех заездов оказался на восьмой позиции. Последним крупным международным соревнованием для него стала Олимпиада 2002 года в Солт-Лейк-Сити, он выступал в паре с молодым саночником Евгением Зыковым и занял только тринадцатое место. Сразу после этих Игр Данил Чабан принял решение завершить карьеру профессионального спортсмена, а чуть позже стал старшим тренером сборной России по скелетону. В апреле 2012 года указом президента Дмитрия Медведева Чабану объявлена благодарность за большой вклад в развитие физической культуры и спорта.